# Іван Брканович
Іван Брканович (хорв. Ivan Brkanović; 27 грудня 1906, Шкаляри, побл. м. Котор — 20 лютого 1987, Загреб) — хорватський композитор.

## Біографія
Навчався композиції у Франа Лотки, Ф. Дугана і Благоє Берси у Музичній академії у Загребі, потім у «Схола канторум» у Парижі. Працював у Загребі хормейстером, у 1954—57 роках директором Загребської філармонії, у 1957—61 роках був професором Академії музики у Сараєві. 1973 року отримав Премію Владимира Назора за значні досягнення у музиці.
Брканович — автор творів різних жанрів, а також музично-критичних статей, в яких відстоював необхідність звернення до національно матеріалу в оперному і концертному репертуарі. У композиторській творчості використовував національний хорватський музичний фольклор, поєднуючи народну пісенність з професійною майстерністю і застосуванням сучасних прийомів письма.

## Твори
- опери — Рівнодення (Ekvinocij, 1950), Золото Задра (Zlato Zadra, 1954);
- балет — Ілоти (Heloti, Загреб, 1963);
- кантати — Боснійські спогади (Bosanska sjecanja, 1961), Зелений змій любові (Zelena zmija ljubavi, 1964);
- для солістів, хору і оркестру — Триптих (1936), Далматський диптих (1953);
- для оркестру — 5 симфоній (1935, 1946, 1947, 1948, 1949), сараєвська сюїта (1958);
- камернні твори — 2 струнні квартети.